# Source de la Volga
La source de la Volga (en russe : Исток Волги), le plus grand fleuve d'Europe, se trouve dans les collines de Valdaï, sur le territoire du hameau de Volgoverkhove. L'emplacement de la source a reçu de l'État le statut de réserve naturelle (Zakaznik) appelée Source de la Volga. La longueur du fleuve jusqu'à la mer Caspienne dans laquelle elle se jette à Astrakhan est de 3 690 km.

## Histoire
Selon les sources écrites médiévales turques, arabes, perses et occidentales, la source de l'Itel ou Idel (en langue turque) ou Volga se trouvait au confluent de la Belaïa, de la Dioma et de l'Oufa.
Al Idrissi, le géographe arabe du XIIe siècle, la situait ainsi à l'Est de la Russie d'Europe, au pied de l'Oural. Plus tard, sur les cartes russes, l'Idel est désigné comme étant la Volga Blanche. Selon l'archéologue N. L. Tchlenova « l'idée selon laquelle la source de la Volga est la rivière Belaïa a survécu longtemps, ainsi que son nom Belaïa (qui signifie blanche en langue russe), ou son nom russe au XVIe siècle Belaïa Volojka (ou Volga Blanche), qui est un calque de son nom turc Ak Idel ».

## Description

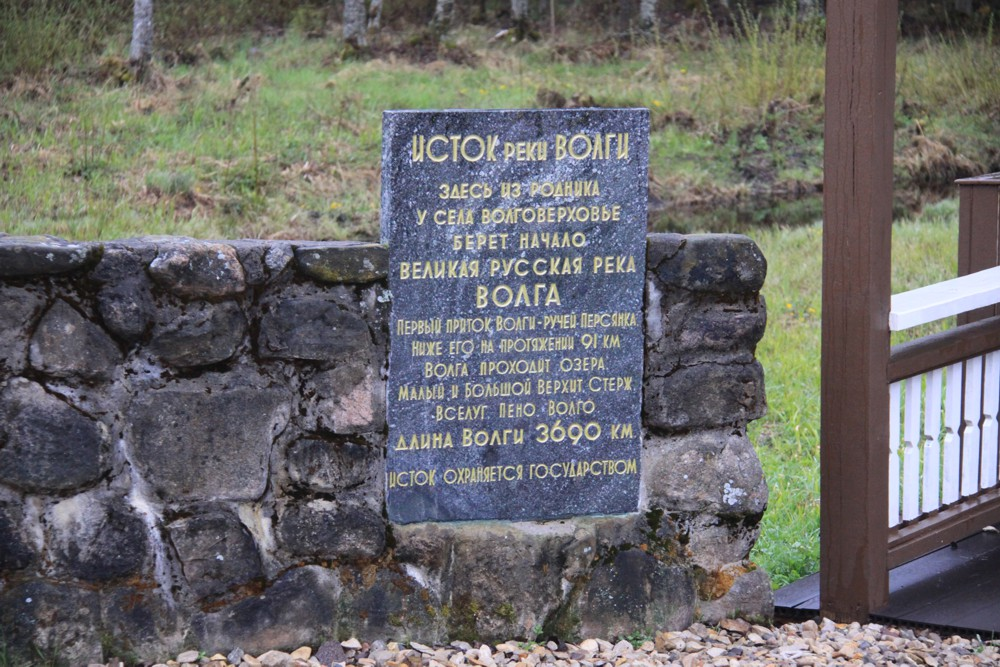
Inscriptions sur une pierre à la source de la Volga

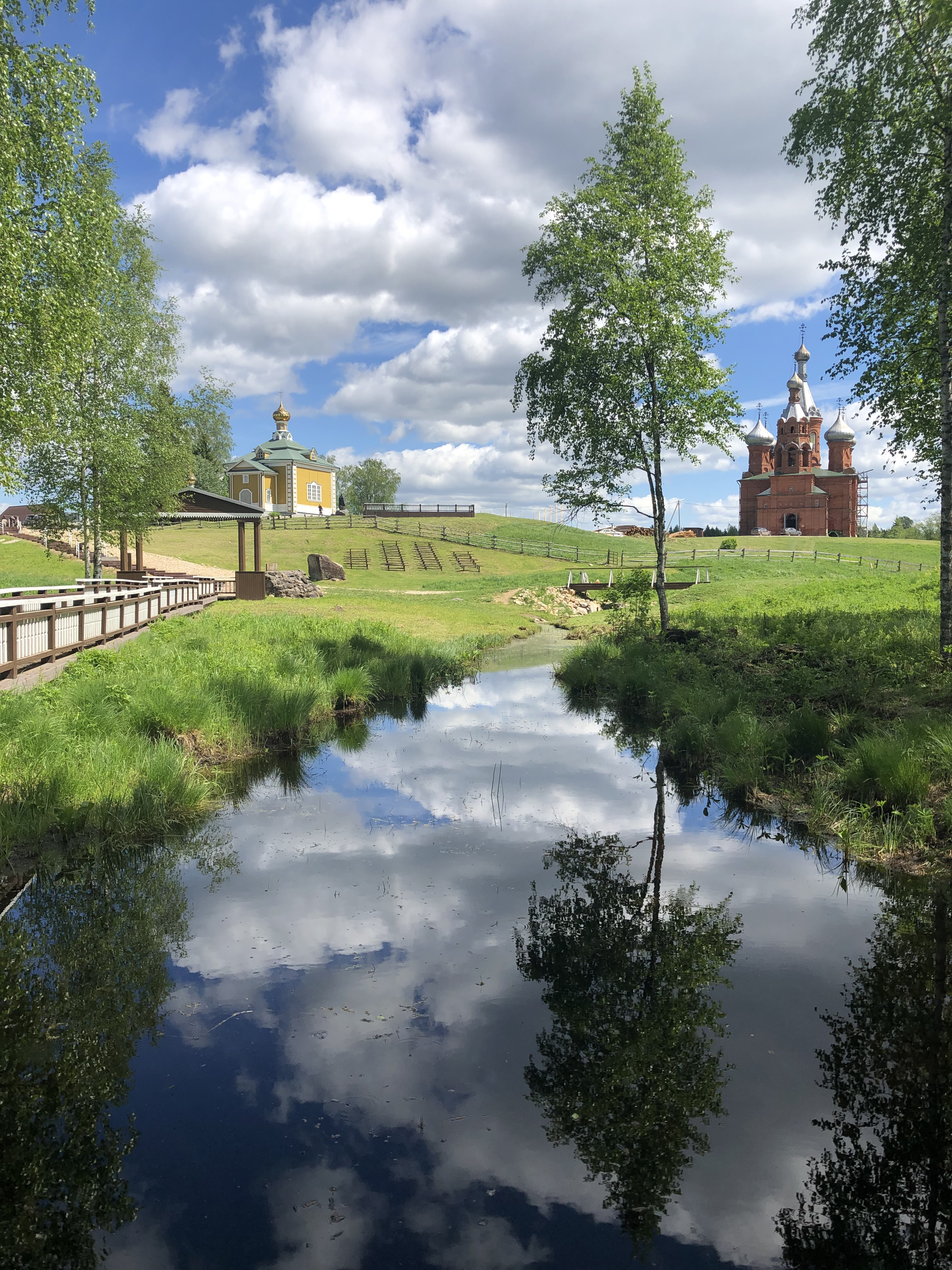
À gauche la chapelle St Nicolas, à droite l'église de la Transfiguration

La source se trouve dans le raïon d'Ostachkov (oblast de Tver). Le cours de la Volga, qui est le plus grand des fleuves européens, commence au sud-ouest du village de Volgoverkhove, à une altitude de 228 mètres. Dans un entourage de marais se trouvent quelques sources, réunies entre elles dans une petite pièce d'eau, et dont l'une est considérée comme la source du fleuve Volga.
Près de la source a été construite une chapelle (elle existait déjà au XIXe siècle), à laquelle on accède par un pont. De cette surface formée par les sources réunies, coule un ruisseau de 100 cm de large et de 30 cm de profondeur. L'eau est de teinte rouge-brune. Durant les étés secs, le ruisseau peut se dessécher.
Environ 200-300 mètres après la source, ce qu'il reste du premier barrage sur la Volga est encore visible. Il a été construit au début du XXe siècle avant la fermeture du Monastère d'Olga pour femmes. Après 3,2 km, la Volga se jette dans une succession de lacs qui font partie du réservoir d'eau de la Haute-Volga, d'une longueur de 91 km. La première ville qu'elle traverse est Rjev. Compte tenu du caractère unique des sources de la Volga, une réserve naturelle ou zakaznik a été créée qui comprend des forêts protégées de la région sur une surface de plus de 4 100 hectares.

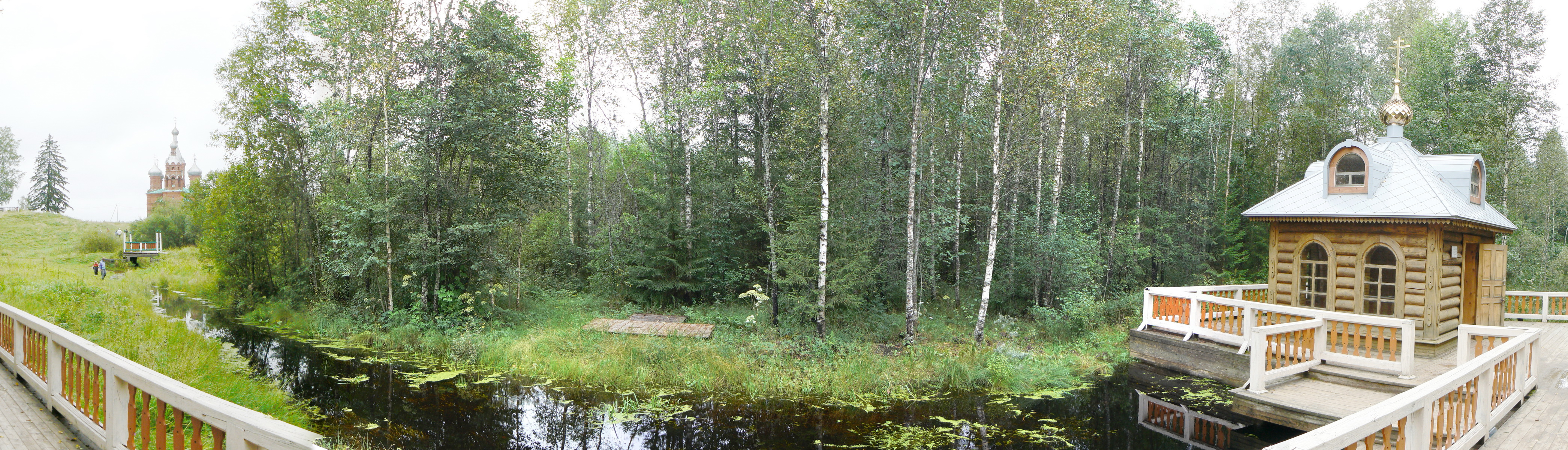
Panorama des premiers mètres de la Volga. Au loin, le monastère d'Olga pour femmes.

## Constructions

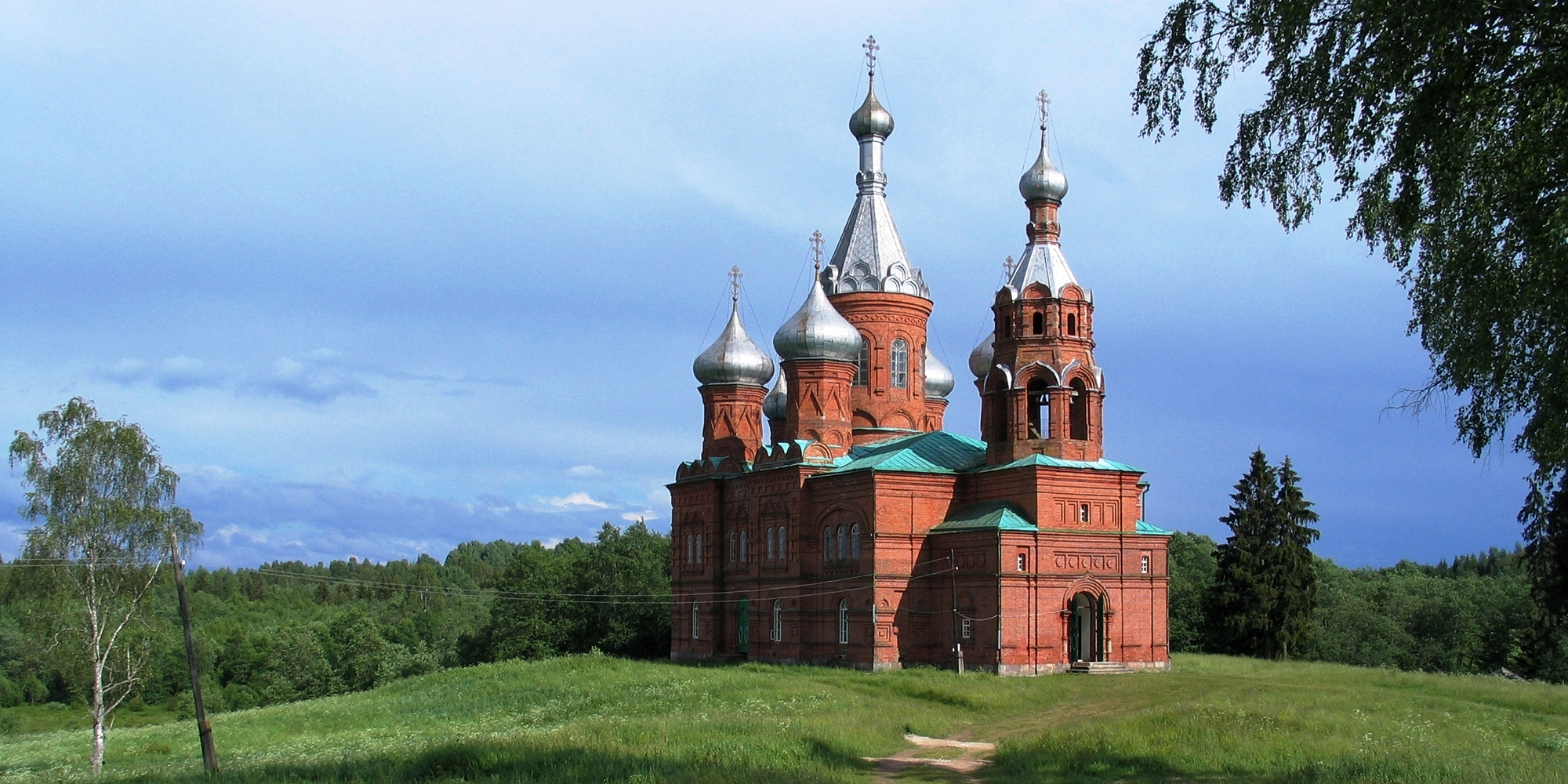
Église de la Transfiguration du village de Volgoverkhovie

À trois cent mètres de la source, sur le bord de la Volga, se trouve le monastère Sainte-Olga pour femmes dont l'église est dédiée à la Transfiguration et la petite chapelle en bois à Nicolas thaumaturge.
Devant l'église a été placée un 2001 une statue de Saint Nicolas le Thaumaturge.
Dans le village se trouve le premier pont du cours de la Volga : un pont en bois de deux mètres de long muni d'une rampe. Le pont est connu depuis 1910 quand il a été pris en photo couleur par de célèbres photographes tels que Sergueï Prokoudine-Gorski et Maxime Dmitriev (ru).
À proximité de ce premier pont se trouve une pierre monumentale installée le 22 juin 1989 sur laquelle est inscrite cette phrase :

« Voyageur ! Tourne tes yeux sur la source de la Volga ! C'est ici que naissent les pures grandes terres russes. Voici les origines de l'âme du peuple russe. Garde-les. Cette pierre a été posée le 22 juin 1989 pour les enfants vivants et futurs de la Russie. Regarde autour de toi en partant. »

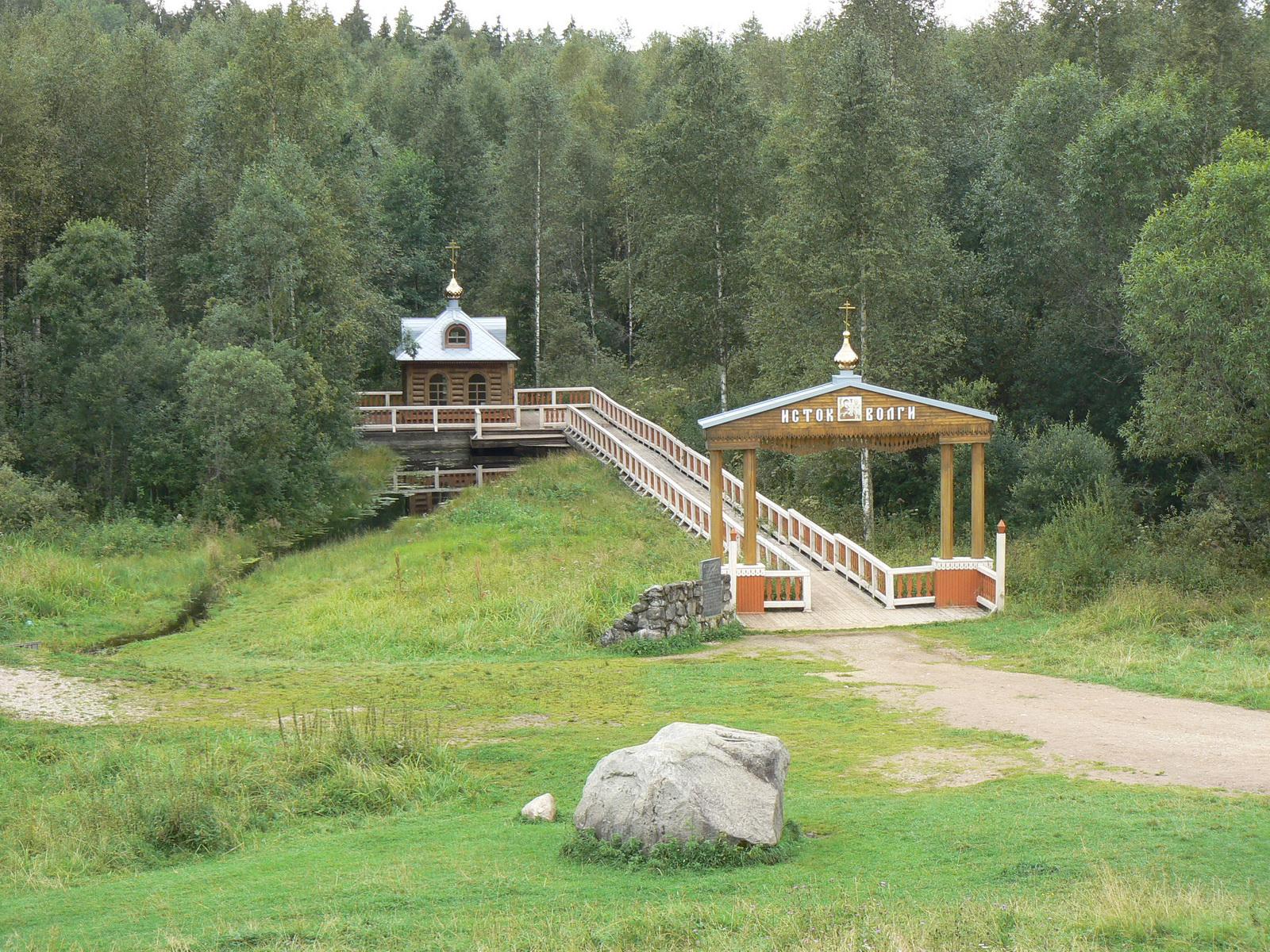
Chapelle de la source